# Saut en longueur en Coupe d'Europe des nations d'athlétisme
 (janvier 2025).
Si vous disposez d'ouvrages ou d'articles de référence ou si vous connaissez des sites web de qualité traitant du thème abordé ici, merci de compléter l'article en donnant les références utiles à sa vérifiabilité et en les liant à la section « Notes et références ».
Le saut en longueur est disputé en Coupe d'Europe d'athlétisme depuis 1965.
Les vainqueurs individuels en sont :
- 1965 : Igor Ter-Ovanesyan (URS) 7,87 m
- 1967 : Igor Ter-Ovanesyan (URS) 8,14
- 1970 : Jacques Pani (FRA) 8,09
- 1973 : Valeriy Pidluzhnyy (URS) 8,20
- 1975 : Grzegorz Cybulski (POL) 8,15
- 1977 : Jacques Rousseau (FRA) 8,05
- 1979 : Lutz Dombrowski (GDR) 8,31
- 1981 : Uwe Lange (GDR) 7,98
- 1983 : Laszlo Szalma (HUN) 8,10
- 1985 : Sergey Layevskiy (URS) 8,19
- 1987 : Robert Emmiyan (URS) 8,38
- 1989 : Vladimir Ratushkov (URS) 8,09
- 1991 : Dietmar Haaf (GER) 8,30
- 1993 : Giovanni Evangelisti (ITA) 8,04
- 1994 : Stanislav Tarasenko (RUS) 8,02
- 1995 : Stanislav Tarasenko (RUS) 8,32
- 1996 : Simone Bianchi (ITA) 8,25
- 1997 : Kirill Sosunov (RUS) 8,00
- 1998 : Kirill Sosunov (RUS) 8,38
- 1999 : Emmanuel Bangué (FRA) 7,97
- 2000 : Vitaliy Shkurlatov (RUS) 8,22
- 2001 : Danil Burkenya (RUS) 7,89
- 2002 : Christopher Tomlinson (GBR) 8,17
- 2003 : Loúis Tsátoumas (GRE) 8,06
- 2004 : Christopher Tomlinson (GBR) 8,28
- 2005 : Nils Winter (GER) 8,06
- 2006 : Andrew Howe (ITA) 8,29
- 2007 : Loúis Tsátoumas (GRE) 8,16 (devant Marcin Starzak (POL), 7,82 et Nils Winter (GER) 7,70)